# Koen Wessing
Koen Wessing (Amsterdam, 26 januari 1942 – Amsterdam, 2 februari 2011) was een Nederlands fotograaf.
Wessing werd geboren in Amsterdam, als zoon van de binnenhuisarchitect Han Wessing en beeldhouwster Eva Eisenloeffel. Op de lagere school bleek dat hij woordblind was.
Rond 1957 leerde hij de fotograaf Ed van der Elsken kennen. Wessing besloot fotograaf te worden en volgde in 1961 het eerste jaar van het Instituut voor Kunstnijverheidsonderwijs in Amsterdam, de latere Rietveldacademie, waar zijn moeder docente was. Vervolgens werd hij assistent van Van der Elsken. Vanaf 1963 was hij freelance fotograaf.

## Werken
Wessing fotografeerde onder meer het Mei-oproer van 1968 in Parijs; de Deltawerken (1969); de bezetting van het Maagdenhuis in Amsterdam (1969); Chili direct na de militaire coup in 1973 en de Nieuwmarktrellen in Amsterdam in 1975. Later fotografeerde hij in Afghanistan, Albanië, Ierland, Guinee-Bissau, Indonesië, Nicaragua, El Salvador, China , Kosovo en Roemenië.
Zijn fotoboek Chili september 1973, dat een indrukwekkend beeldverslag geeft van de staatsgreep van Pinochet geldt als een collector's item, waarvan gesigneerde exemplaren voor hoge bedragen worden verkocht.
Wessings foto's zijn meestal politiek van aard. Steevast nam hij het op voor de paupers, de losers, de verdrukten. Zijn idool was de Amerikaanse fotograaf William Klein.
In 1985-1986 voerde hij met succes een civiele procedure tegen dagblad De Telegraaf, wegens een ongeoorloofde publicatie van een door hem gemaakte foto in een hem onwelgevallig gekleurde context: bij een artikel dat was gericht tegen de sandinistische regering van Nicaragua en de verzetsbeweging in El Salvador. Het betrof een opname die hij maakte van slachtoffers van anti-Sandinisten, terwijl in de tekst erbij werd gesuggereerd dat het gewelddaden van de Sandinisten zou betreffen. De uitspraken in die zaak vormen belangrijke jurisprudentie met betrekking tot het auteursrecht, met name ter zake de zogeheten morele rechten van de maker.

## Erkenning
In 1989 ontving Wessing de Alblasprijs. In 2000 organiseerde het Amsterdam Museum een overzichtstentoonstelling.
In september 2008 verscheen een afgebroken interview met hem in het weekblad Vrij Nederland, waarbij ook enkele foto's uit zijn omvangrijk archief werden herplaatst, onder meer uit Chili 1973 en uit China 2007. Tijdens het afnemen van dat interview was hij onwel geworden en moest hij per ambulance worden weggevoerd. In dat interview zegt hij onder meer over zichzelf: "Ik ben geen cynische fotograaf, die snel wegtrekt, op naar de volgende oorlog."

## Werk in openbare collecties (selectie)
- Rijksmuseum Amsterdam[3]
- Stedelijk Museum Amsterdam[4]

- Bibsys: 90692839
- Bibliothèque nationale de France: cb123504541 (data)
- Digitale Bibliotheek voor de Nederlandse Letteren: wess047
- Gemeinsame Normdatei: 119201984
- International Standard Name Identifier: 0000 0000 7832 7119
- Library of Congress Control Number: n79005951
- Nederlandse Thesaurus van Auteursnamen: 07350551X
- PIC: 60972
- RKD-Nederlands Instituut voor Kunstgeschiedenis: 83783
- Système universitaire de documentation: 156519275
- Union List of Artist Names: 500106002
- Virtual International Authority File: 5735921
- WorldCat: E39PBJkp9bGqMhBTHHVv3pxhpP